# 黒崎駅
黒崎駅（くろさきえき）は、福岡県北九州市八幡西区黒崎三丁目にある、九州旅客鉄道（JR九州）・日本貨物鉄道（JR貨物）鹿児島本線の駅である。
くろがね線（貨物専用鉄道）とも当駅で接続している。鹿児島本線単独駅であるが、折尾駅より筑豊本線直方方面へ直通する系統も乗り入れており、この系統には「福北ゆたか線」の愛称が付けられ、当駅は同系統の起点とされている。
本項では当駅に近接している筑豊電気鉄道（筑豊電鉄）筑豊電気鉄道線の駅である黒崎駅前駅（くろさきえきまええき）も扱う。黒崎駅前駅の駅番号は CK01。

## 歴史

### 国鉄・JR九州
- 1891年（明治24年）2月28日[1] - 九州鉄道の駅として開業[2]。
- 1907年（明治40年）7月1日：九州鉄道が国有化、帝国鉄道庁の駅となる[2]。
- 1911年（明治44年）10月1日：大蔵線廃止[3]。
- 1949年（昭和24年）5月20日：黒崎駅発 - 直方駅着のお召し列車が運転（昭和天皇の戦後巡幸）[4]。
- 1961年（昭和36年）5月1日：専用線発着を除く貨物の取扱を廃止[2]。
- 1966年（昭和41年）10月1日：コンテナ貨物の取扱を開始[2]。
- 1979年（昭和54年）10月6日：黒崎そごう開店により乗降客が急増。
- 1984年（昭和59年）
  - 2月1日：コンテナ貨物の取扱を廃止[2]。
  - 10月16日：橋上駅舎化[5]。
- 1986年（昭和61年）11月1日：荷物の取扱を廃止[2]。
- 1987年（昭和62年）4月1日：国鉄分割民営化により、JR九州・JR貨物が継承[2]。
- 1988年（昭和63年）3月13日：コンテナ貨物の取扱を再開[2]。
- 1989年（平成元年）
  - 11月3日：駅前広場のペデストリアンデッキ完成、黒崎そごうなどと接続される。
  - 12月22日：駅構内にJR九州で初めてのエスカレーター設置[6]。
- 1994年（平成6年） 6月1日：駅構内にJR九州直営コンビニエンスストア生活列車が開店する[7]。
- 2000年（平成12年）
  - 9月14日：自動改札機を設置し、供用開始[8]。
  - 12月25日：同日一杯で黒崎そごう閉店。
- 2001年（平成13年）
  - 3月：駅西側に西鉄黒崎バスセンター開業。
  - 10月3日：黒崎そごう跡地に井筒屋黒崎店移転開業。
  - 11月：黒崎駅西地区市街地再開発事業によりコムシティ全面開業。
- 2003年（平成15年）6月15日：経営破綻によりコムシティ閉鎖。
- 2008年（平成20年）3月14日 - 「なは」・「あかつき」の廃止に伴い、当駅に停車する寝台特急はなくなった。
- 2009年（平成21年）
  - 3月1日：ICカード「SUGOCA」の利用を開始[9]。
  - 3月13日：寝台特急「はやぶさ」の廃止に伴い、当駅を通過する旅客列車はなくなり、特急を含めた全列車が停車するようになった。
- 2013年（平成25年）
  - 4月2日：コムシティに八幡西生涯学習総合センター等の公共施設および生活利便施設がオープン、営業再開。
  - 5月7日：コムシティに八幡西区役所、西部市税事務所、保健所西部生活衛生課、第2夜間・休日急患センター、西部整備事務所が移転オープン。
- 2016年（平成28年）3月5日：駅舎改築[10][11]。
- 2018年（平成30年）3月25日：南北自由通路の供用開始[12]。
- 2019年
  - （平成31年）4月25日：「えきマチ1丁目黒崎」が開業し、改札外エレベーターの供用開始[13]。
  - （令和元年）10月1日：国道3号黒崎バイパスおよび北九州市道前田熊手線の整備にともない、北口が新たに設けられ、駅前広場、駐車場が整備され[14][15]、この日から供用を開始した。
- 2022年（令和4年）
  - 3月12日：みどりの窓口の営業時間が、従前の5:30 - 22:00から7:30 - 19:00へ短縮[16]。
  - 9月23日：ダイヤ改正により当駅を始発終着とする定期列車が消滅。その他、鹿児島本線（福北都市圏）における運行体系の大幅な見直しに伴い、全時間帯にわたって当駅発着の列車の減便及び運転区間短縮が実施される[17]。
- 2024年（令和6年）4月1日：みどりの窓口の営業時間が7:30 - 20:00に変更される。地区統括駅制の見直しに伴い、黒崎地区統括が小倉地区統括と共に北九州へ統合される[18]。

### 西日本鉄道・筑豊電気鉄道
西鉄北九州線の電停だったが、1999年に現在地に移転、2000年11月に西鉄が熊西 - 当駅間の軌道事業を廃止し同区間の施設を保有する第三種鉄道事業者になり、筑豊電気鉄道が同区間の運営を行う第二種鉄道事業者となったため筑豊電気鉄道が運営する駅となった。その後この区間においても2015年3月に筑豊電気鉄道が第一種鉄道事業者となったため、正式に筑豊電気鉄道の資産となった。
- 1911年（明治44年）7月15日：九州電気軌道本線大蔵川 - 当駅間延伸に伴い、開業。
- 1942年（昭和17年）9月22日：西日本鉄道が成立し[19]、同社北九州線の停留場となる。
- 1992年（平成4年）10月25日：北九州本線砂津 - 当駅間廃止。
- 1999年（平成11年）12月：現在地に移転。
- 2000年（平成12年）11月26日：筑豊電気鉄道の駅となる。

## 駅構造

### JR九州
島式ホーム2面4線を持つ地上駅。1984年（昭和59年）10月に改築された6代目の駅舎（橋上駅舎）を備える。直営駅でみどりの窓口および自動改札機が設置されている。また、駅自動放送が導入されている。駅番号はJA21。
駅舎内にはうどん店・東筑軒の駅弁販売コーナー・トランドール、ファミリーマート、クロワッサン専門店ミニヨンがあったが、2015年から始まった駅舎改築工事に伴い、うどん店とトランドールは閉店、ミニヨンは一時的に閉店した。
2019年4月25日に黒崎駅の商業スペースが「えきマチ1丁目黒崎」として開業し、東筑軒・ファミリーマート（銘品蔵併設）・ミニヨンが再出店するほか、その他、スターバックスコーヒー、ドラッグイレブン、魚民、保育園が新規出店した。
駅南口には駅前広場を兼ねたペデストリアンデッキが設けられ、駅東側の井筒屋百貨店、国道3号線を挟んだ駅南側の商業地、駅西側のコムシティ、西鉄黒崎バスセンターを結んでいる。バリアフリーにも対応していて、各所にエレベーターが設置されている。
駅改札内には「黒崎神社」として安川電機が製造したロボットがボールを転がし、着いた先を占いの結果としておみくじを差し出すものがある。
なお、駅改札内の「黒崎神社」は2025年7月8日をもって、撤去されることが貼り紙で掲示されている。

#### のりば
| のりば | 路線                                                 | 方向 | 行先                     | 備考                       |
| ------ | ---------------------------------------------------- | ---- | ------------------------ | -------------------------- |
| 1      | 鹿児島本線                                           | 下り | 折尾・博多方面           |                            |
| 1      | □特急「ソニック」 「にちりんシーガイア」「きらめき」 | 下り | 折尾・博多方面           |                            |
| 1      | □特急「リレーかもめ」                                | 下り | 博多・佐賀・長崎方面     |                            |
| 1      | □特急「かささぎ」                                    | 下り | 博多・佐賀・肥前鹿島方面 |                            |
| 1      | 福北ゆたか線                                         | -    | 直方・飯塚方面           | 小倉方面からの直通列車     |
| 2      | 鹿児島本線                                           | 上り | 小倉・門司港方面         | 博多方面からの列車         |
| 2      | □特急「ソニック」                                    | 上り | 小倉・大分方面           |                            |
| 2      | □特急「にちりんシーガイア」                          | 上り | 小倉・大分・宮崎方面     |                            |
| 2      | □特急「きらめき」「リレーかもめ」                    | 上り | 小倉・門司港方面         |                            |
| 3・4   | 福北ゆたか線                                         | -    | 直方・飯塚方面           | 当駅折返し                 |
| 4      | 鹿児島本線                                           | 上り | 小倉・門司港方面         | 福北ゆたか線からの直通列車 |

- 福北ゆたか線列車の当駅折り返し列車は3・4番のりばを使用している[注釈 1]。

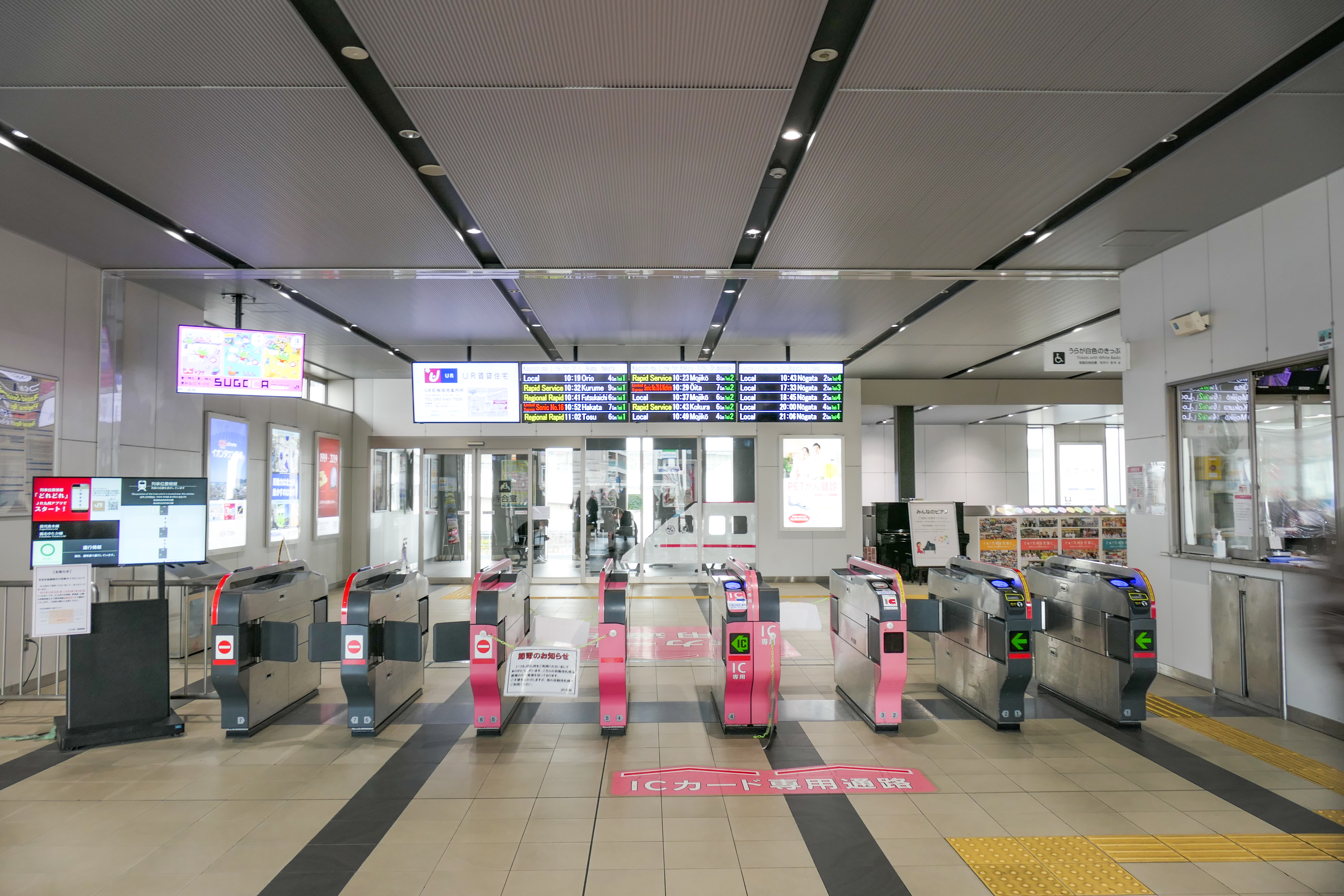
改札口（2021年12月）
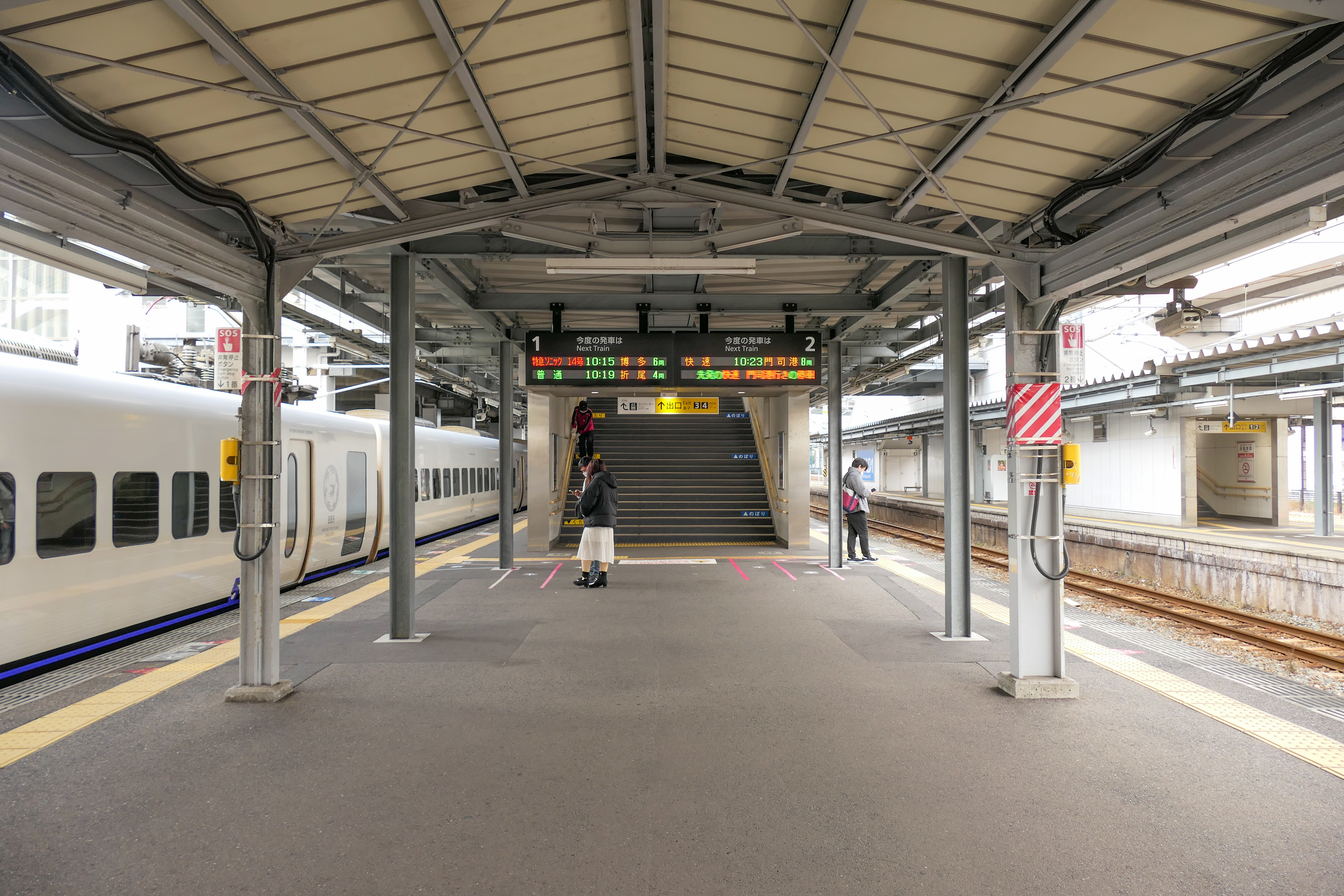
1・2番のりば（2021年12月）
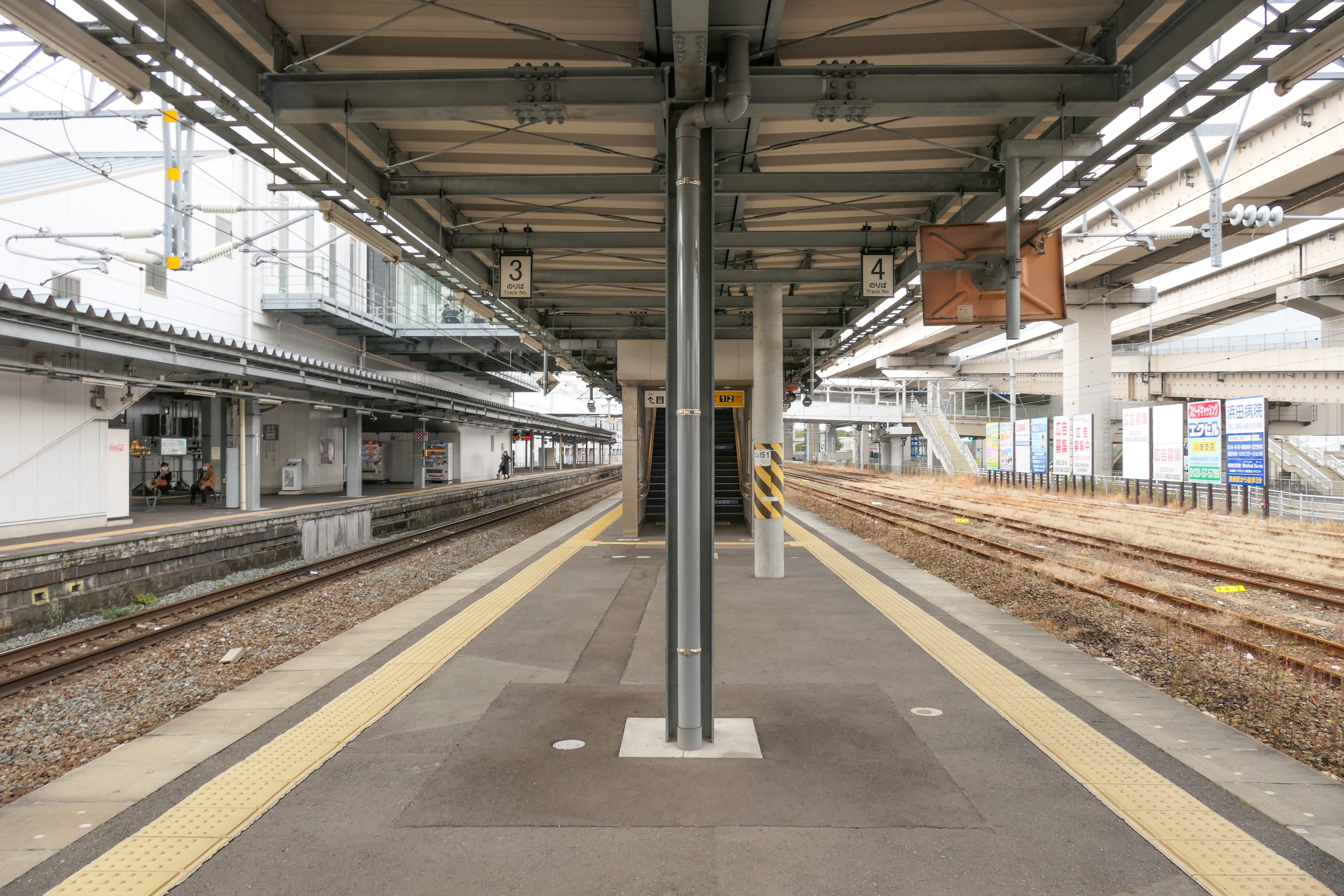
3・4番のりば（2021年12月）

### 筑豊電気鉄道
JR黒崎駅西側のコムシティ1階に3面2線の櫛形ホームがある。ラッシュ時を除いて1番のりばのみが使用される。通常は無人駅だが、朝ラッシュ時には係員が配置されるので進行方向左側すべての扉から降車が可能である。また、自動券売機ならびに西鉄バス北九州と共同の定期券・回数券販売所が設置されている。
ホームは西鉄黒崎バスセンターと同一平面上に有り、特に乗り換え客の多い八幡・小倉方面へ行くバスは乗り継ぎがスムーズにできるようにホームのすぐそばに停車する。行き止まりとなる線路の先にはJR黒崎駅へ向かうエスカレーターが設置されていて、JRとの連絡の利便が図られている。
現在位置に移転してから1年ほどの間、現在廃止された西鉄北九州線が1番のりばを、筑豊電鉄線が2番のりばを使用していた。電灯式の乗り場案内表示の「直方方面」の下には廃止まで北九州線電車の発着を示す「折尾方面」の案内を表示していた。
当駅から、黒崎工場への入出場線が分岐する。

#### 1999年12月以前
1992年（平成4年）10月25日に西鉄北九州線の当停留場以東の区間が廃止される以前は、当停留場は駅前ロータリーの西側（現在の西鉄黒崎バスセンターのあたり）にあり、北九州本線の新設軌道区間の始端部分に位置していた。新設軌道内の上下線それぞれに乗降場ホーム各1面が設けられていたほか、下り線の乗降場東側の併用軌道部分に降車専用ホーム1面（安全地帯あり）と、上り線ホーム北側に隣接する形で筑豊電鉄直通列車の折り返し専用ホーム2面1線があった。
下り線の降車専用ホームは、北九州線の新設軌道区間への進入出には軌道が敷設されている電車通りの東行き車線を横断する必要があり、下り電車は電停進入前に信号待ちを要することからその間に降車扱いができるように設置されたもので、1980年代末ごろまで使用されていた。このホームを含めた北九州線の3つの乗降場はいずれも駅前歩道橋から階段で結ばれていた。また上り線ホームの東隣の駅前広場からも、電停発車後の信号待ち時間を利用して乗車扱いができるようになっており、ラッシュ時などに活用されていた。
筑豊電鉄直通車折り返し専用ホームは、直通車増発に伴い1977年（昭和52年）3月に設置された。着発線1本の両側に降車専用ホームと乗車専用ホームが設けられた頭端式の構造で、北九州線上りホームの北側やや下り寄りに並行して設置されていた。
1992年（平成4年）10月25日の北九州線当停留場以東廃止後は、北九州線ホームの東側で線路が切断されて頭端式の構造となり、おもに旧下りホームが折尾方面乗り場として使用され、「1番乗り場」と付番された。筑豊電鉄直通車折返し専用ホームはそのままの構造で、乗車ホームが「2番乗り場」と付番された。この状態で、1999年（平成11年）12月の停留場移設まで使用されていた。
1999年（平成11年）12月のコムシティ建設に伴う停留場移設・線形変更以前は、黒崎車庫への入出庫線は隣の黒崎車庫前停留場から分岐していた。
| のりば | 路線        | 行先                   |
| ------ | ----------- | ---------------------- |
| 1      | ■筑豊電鉄線 | 永犬丸・楠橋・直方方面 |
| 2      | ■筑豊電鉄線 | 永犬丸・楠橋・直方方面 |

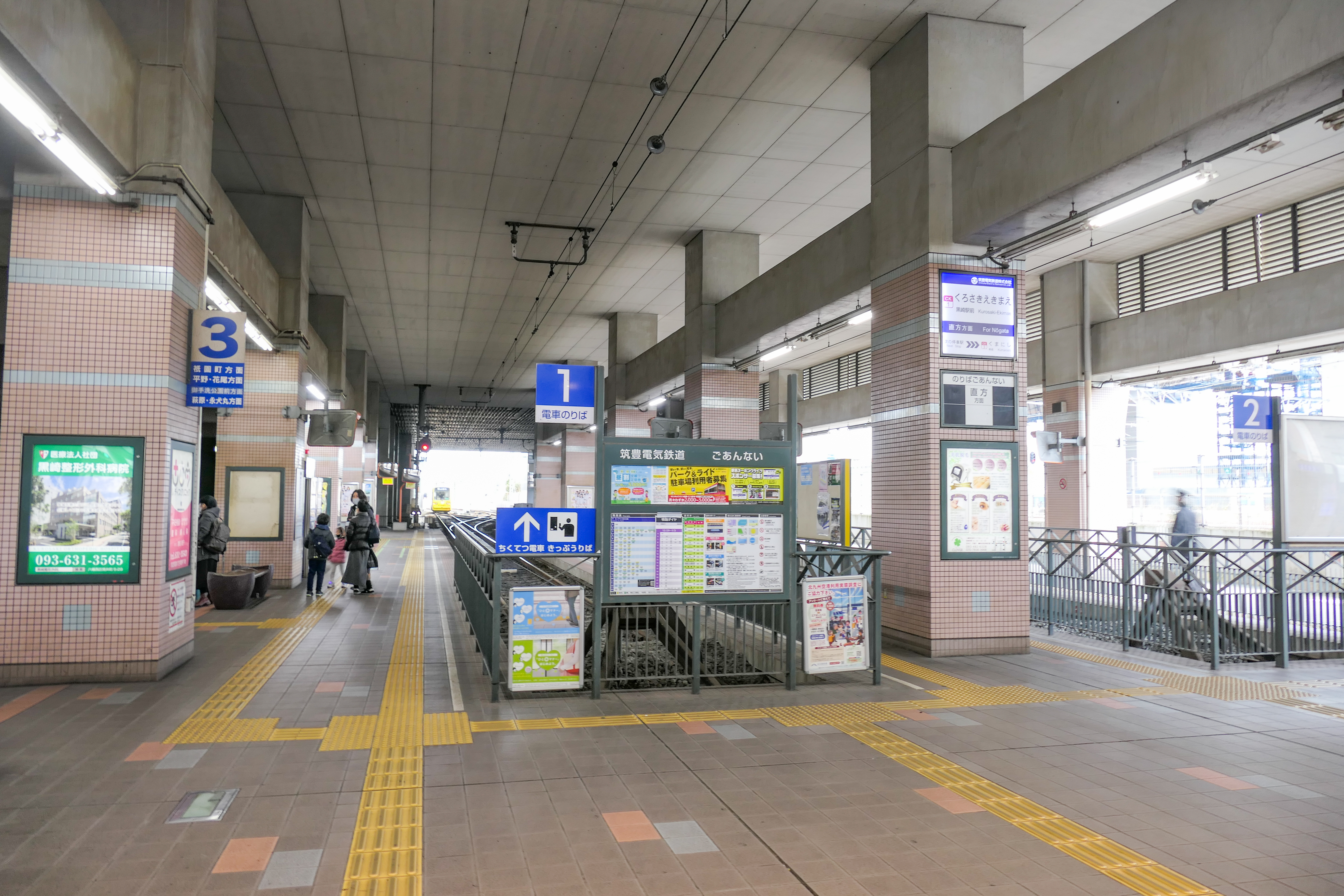
構内（2021年12月）
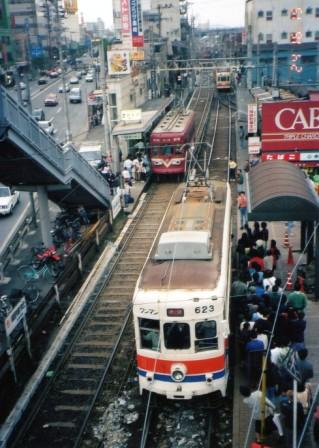
コムシティ建設前の同駅（1992年10月）

## 貨物取扱
2024年現在、黒崎駅は「車扱貨物取扱駅」となっており、当駅東側で接続する日本製鉄専用鉄道（くろがね線）発着の貨物を取り扱っている。この専用鉄道とは旅客ホーム北側にある側線群で東側へ分岐する形で接続し、日本製鉄八幡製鐵所へ至る。日本製鉄専用鉄道は製鉄所構内の様々な物資の輸送で使用されているが、黒崎駅との接続部分では専ら新幹線用のレールの発送で使用されている。この専用鉄道と接続する駅東側の操車場には1986年まで西八幡駅が設置されていたが、西八幡駅廃止後は黒崎駅の構内扱いとなっている。2016年3月ダイヤ改正より、日鉄物流発着で東日本旅客鉄道向けレール輸送が開始された。これは従来の船舶輸送に変わるもので、当駅より越中島貨物駅（東京レールセンター）への運用が開始された。日鉄物流八幡所有のチキ5500形の首都圏乗り入れはこれが初である。このほかに東鷲宮、岩切（仙台レールセンター）も設定があるほか、2025年より北海道新幹線用150mレールを長万部駅まで輸送する運用が開始された。
かつては旧・西八幡駅から西側に分岐し三菱ケミカル黒崎事業所へ至る専用線があり、有蓋コンテナやタンクコンテナによる製品の輸送や、タンクコンテナを用いた大牟田駅への濃硝酸輸送に使用されていた。しかし、三菱ケミカルが2020年4月末で硝酸の製造を終了したため同年この専用線は廃止となった。1999年9月までは、北岡崎駅へのテレフタル酸発送もあった。
1996年3月までは三菱マテリアル九州工場黒崎製造課への専用線もあり、石灰石輸送が行われていた。
2024年ダイヤ改正時点で黒崎駅発着の貨物列車は、北九州貨物ターミナル駅との間に専用貨物列車が1日1往復、東京貨物ターミナル駅との間にレール輸送用の臨時高速貨物列車が1往復設定されている。

## 駅弁
販売業者は東筑軒。主な駅弁は下記の通り。
- 大名道中駕籠かしわ

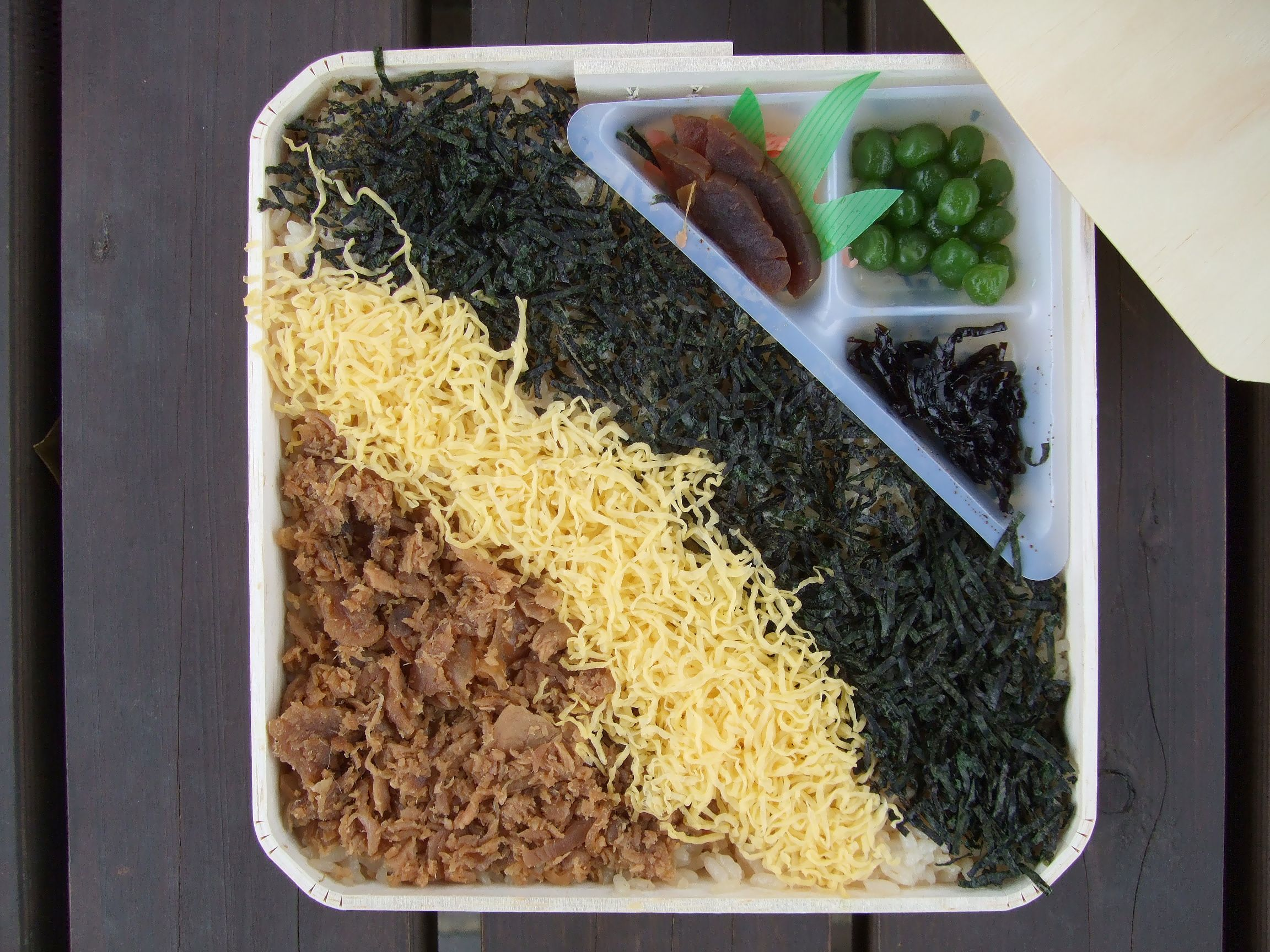
かしわめし

- かしわめし - 2015年（平成27年）3月6日の「第11回九州駅弁グランプリ決勝大会」で第7位になった[24]。

## 利用状況
2018年度（平成30年度）の各社合計の1日平均乗降人員は約4万人である。これは北九州市内においては小倉駅に次いで第2位の規模である。
- JR九州 - 2023年度の1日平均乗車人員は13,247人である。これは北九州市内のJR九州の駅としては小倉駅、折尾駅に次いで第3位。また、福岡県内の同駅としては香椎駅に次いで第7位である[25]。1963年度までは利用者数が折尾駅より少ない状態が概ね続いていたが、以降は逆転し、1976年度には当駅における乗車人員最高値の26,331人/日を記録した[26]。その後も、1999年度まで長らく2万人台と、JR九州の駅で博多駅・小倉駅に次ぐ3番目の利用者数を誇ったが、2000年12月25日の黒崎そごう閉店により黒崎地区の商業的地盤沈下が顕著となった（このような傾向は他の九州北部の都市駅前でも同様である）影響もあり、2004年度には鹿児島中央駅、折尾駅、大分駅に抜かれ6位に後退した。2023年度は第10位である。

- 筑豊電気鉄道 - 2023年度の1日平均乗降人員は7,299人であり、筑豊電鉄の駅の中で最も多い[27]。

| 乗車人員推移（国鉄／JR九州） | 乗車人員推移（国鉄／JR九州） | 乗降人員推移（西鉄／筑豊電鉄） | 乗降人員推移（西鉄／筑豊電鉄） | 出典          |
| 年度                         | 1日平均乗車人数              | 1日平均乗車人数                | 1日平均乗降人数                | 出典          |
| ---------------------------- | ---------------------------- | ------------------------------ | ------------------------------ | ------------- |
| 1957年                       | 7,009                        |                                |                                | [ 30 ]        |
| ：                           |                              |                                |                                |               |
| 1962年                       | 10,253                       |                                | 26,000                         | [ 31 ] [ 32 ] |
| 1963年                       | 11,914                       |                                | 25,000                         | [ 33 ] [ 32 ] |
| 1964年                       | 14,004                       |                                |                                | [ 33 ] [ 32 ] |
| 1965年                       | 15,867                       |                                |                                | [ 33 ] [ 32 ] |
| ：                           |                              |                                |                                |               |
| 1970年                       | 19,135                       |                                |                                | [ 33 ]        |
| ：                           |                              |                                |                                |               |
| 1975年                       | 25,240                       |                                |                                | [ 33 ]        |
| 1976年                       | 26,331                       |                                |                                | [ 26 ]        |
| ：                           |                              |                                |                                |               |
| 1990年                       | 23,071                       | 8,006                          |                                | [ 34 ]        |
| 1991年                       | 23,675                       |                                |                                | [ 34 ]        |
| 1992年                       | 24,027                       |                                |                                | [ 34 ]        |
| 1993年                       | 24,262                       |                                |                                | [ 34 ]        |
| 1994年                       | 23,491                       |                                |                                | [ 34 ]        |
| 1995年                       | 22,967                       |                                |                                | [ 35 ]        |
| 1996年                       | 22,510                       |                                |                                | [ 33 ]        |
| 1997年                       | 21,626                       |                                |                                | [ 33 ]        |
| 1998年                       | 20,944                       |                                |                                | [ 33 ]        |
| 1999年                       | 20,099                       |                                | 14,706                         | [ 33 ]        |
| 2000年                       | 19,562                       |                                | 12,531                         | [ 33 ]        |
| 2001年                       | 19,266                       |                                | 12,508                         | [ 33 ]        |
| 2002年                       | 18,530                       |                                | 11,877                         | [ 33 ]        |
| 2003年                       | 17,698                       |                                |                                | [ 33 ]        |
| 2004年                       | 16,714                       |                                |                                | [ 33 ]        |
| 2005年                       | 16,261                       |                                | 10,586                         | [ 33 ]        |
| 2006年                       | 16,156                       |                                | 10,536                         | [ 33 ]        |
| 2007年                       | 15,953                       |                                |                                | [ 33 ]        |
| 2008年                       | 15,763                       |                                |                                | [ 33 ]        |
| 2009年                       | 15,253                       |                                | 9,557                          | [ 33 ]        |
| 2010年                       | 15,018                       |                                |                                | [ 33 ]        |
| 2011年                       | 15,500                       | 4,159                          | 8,606                          | [ 33 ]        |
| 2012年                       | 15,456                       | 4,155                          | 8,490                          | [ 33 ]        |
| 2013年                       | 15,908                       | 4,359                          | 8,850                          | [ 33 ]        |
| 2014年                       | 15,614                       | 4,170                          | 8,464                          | [ 33 ]        |
| 2015年                       | 15,524                       | 4,091                          | 8,317                          | [ 33 ]        |
| 2016年                       | 15,293                       | 4,144                          | 8,435                          | [ JR 1 ]      |
| 2017年                       | 15,394                       | 4,092                          | 8,334                          | [ JR 2 ]      |
| 2018年                       | 15,410                       | 4,046                          | 8,218                          | [ JR 3 ]      |
| 2019年                       | 15,076                       | 3,880                          | 7,865                          | [ JR 4 ]      |
| 2020年                       | 11,333                       | 3,104                          | 6,256                          | [ JR 5 ]      |
| 2021年                       | 11,938                       |                                | 6,545                          | [ JR 6 ]      |
| 2022年                       | 12,863                       |                                | 7,039                          | [ JR 7 ]      |
| 2023年                       | 13,247                       |                                | 7,299                          | [ JR 8 ]      |

## 駅周辺
駅の南側は北九州市の副都心である。駅前の井筒屋黒崎店（メイト黒崎）の閉店やシャッター商店街化など、商業機能の低下により市街地の空洞化が進行しているが、近年は、マンションの増加で住宅都市としての性格が強まりつつあり、黒崎地区の居住人口は増加している。

### 商業
- コムシティ[注釈 5]
- サンリブ黒崎店
- イオンタウン黒崎
- ハローデイ黒崎店
- びっくりドンキー
- ドン・キホーテ黒崎店
- 黒崎商店街

### 交通
- 北口ターミナル
  - 北九州市交通局 - 高須方面（THE OUTLETS KITAKYUSHU（ジアウトレット北九州）発で土休日に4本。THE OUTLETS KITAKYUSHUへ向かう路線は降車のみ）
- 南口ターミナル
  - 西鉄バス北九州 - 八幡西区内各地および八幡駅方面
  - 北九州市交通局 - JCHO九州病院方面
- 西鉄黒崎バスセンター
  - 西鉄バス北九州 - 八幡西区内各地、小倉、戸畑、八幡東方面および中間市、直方市（イオンモール直方）方面
  - 西鉄バス筑豊 - 直方急行線
  - 北九州市交通局 - 学研都市・二島方面
- 国道3号
- 国道200号

### 公共施設
- コムシティ[1]
  - 北九州市立子どもの館（7階）
  - 八幡西区役所（4 ‐ 6階）[1]：2013年5月7日より当ビルに移転
  - 黒崎ゴールド免許センター（2階）
- 福岡県八幡西警察署・黒崎警部交番
- 北九州市立黒崎中央小学校
- 北九州市立筒井小学校
- 北九州市立八幡西図書館
- 黒崎ひびしんホール

### 金融
- 北九州銀行八幡支店
- 福岡銀行黒崎支店
- 西日本シティ銀行黒崎支店
- 筑邦銀行黒崎支店
- 福岡中央銀行黒崎支店
- 福岡ひびき信用金庫黒崎支店
- 佐賀銀行八幡支店
- 日本政策金融公庫八幡支店

### 企業
- 安川電機本社・八幡西事業所
- 三菱化学黒崎事業所[1]
- 黒崎播磨本社

### 医療
- 地域医療機能推進機構九州病院（旧九州厚生年金病院）

### ホテル
- 西鉄イン黒崎（コムシティ9 - 12階）
- アルクイン黒崎・アルクイン黒崎PLUS
- ホテルパールシティ黒崎（ホテルマネージメントインターナショナル）
- コンフォートホテル黒崎
- ホテルクラウンパレス北九州（ホテルマネージメントインターナショナル・旧北九州プリンスホテル）

### 教育施設
- 仰星学園高等学校
- 大栄総合教育システム黒崎校
- 北九州予備校黒崎校
- こどもジオス黒崎校

### その他
- 神武天皇東征の岡田宮（黒崎祇園山笠）御祭神は、初代天皇　神武天皇
- 春日神社（黒崎祇園山笠）
- 旧長崎街道
- 浄土真宗本願寺派 善定寺

## 隣の駅
九州旅客鉄道（JR九州）
 鹿児島本線
- 特急「ソニック」「にちりんシーガイア」「きらめき」「リレーかもめ」「かささぎ」停車駅

■快速
八幡駅（JA22） - 黒崎駅 (JA21） - 折尾駅（JA19）
■区間快速・■普通
八幡駅 (JA22) - 黒崎駅 (JA21) - （東折尾信号場） - 陣原駅 (JA20)
 福北ゆたか線

黒崎駅 (JA21) - （東折尾信号場） - 陣原駅 (JA20)
※一部の列車は鹿児島本線八幡駅方面に乗り入れる。
筑豊電気鉄道
■筑豊電気鉄道線
黒崎駅前駅 (CK01) - 西黒崎駅 (CK02)

### かつて存在した路線
西日本鉄道
北九州線
藤田停留場 - 黒崎駅前停留場 - 黒崎車庫前停留場
鉄道院
大蔵線
大蔵駅 - 黒崎駅